# یعقوب پسر حلفا

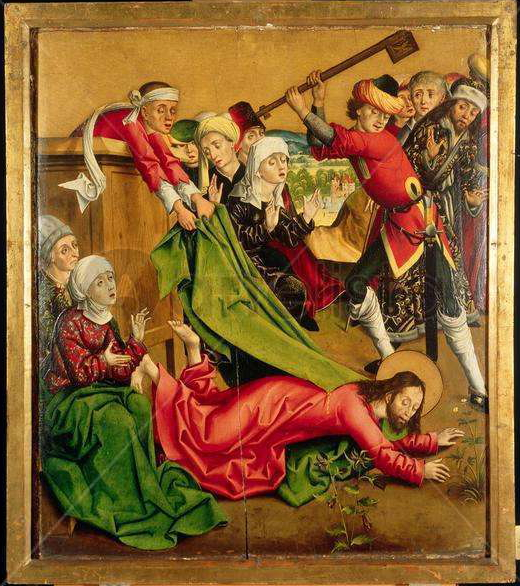
یک نقاشی متعلق به دوره قرون وسطی با موضوع شهادت یعقوب عادل

یعقوب پسر حلفا  که گاهی نیز یعقوب کوچک تر (James the Less) یا یعقوب جوان تر نامیده می‌شود یکی از حواریون مسیح است. 
باید توجه داشت که یعقوب یکی از نام‌های متداول بین یهودیان در زمان عیسی‌مسیح بود. در کتاب عهدجدید سه شخصیت تأثیرگذار با نام یعقوب نام برده شده اند:
- یعقوب زبدی  (ملقب به یعقوب بزرگ - James the Great)- یکی از دوازده حواری عیسی مسیح
- یعقوب پسر حلفا (ملقب به یعقوب کوچک - James the Less) - یکی از دوازده حواری عیسی مسیح
- یعقوب برادر عیسی (ملقب به یعقوب عادل - James the Just)[۵] - نگارندۀ رسالۀ یعقوب در عهدجدید؛ قابل توجه اینکه، در سنّت مسیحی، "برادر عیسی" صرفاً یک عنوان است و نه به معنی فرزند مریم، مادر عیسی و برادر تَنی عیسی مسیح. برادر در ادبیات فرهنگی سامی، می‌تواند در معناهای مختلفی چون برادر خوانده (برادر ناتَنی) و یا خویشان و بستگان نزدیک یا حتی دور باشد[۶]. به طور مثال، ابراهیم برادزادۀ خود یعنی لوط را، برادر خود می‌خواند[۷].

همچنین بخوانید: یعقوب، برادر عیسی

## یادکردها در عهد جدید
نام یعقوب پسر حلفا در عهد جدید آمده‌است:
- متی باب ۱۰ آیه ۳
- مرقس باب ۳ آیه ۱۸
- لوقا باب ۶ آیات ۱۲–۱۶
- اعمال رسولان باب ۱ آیه ۱۳.
- رساله‌‌ای منسوب به او در مجموعه کتب عهدجدید (رساله یعقوب)؛ این البته در صورتی صحیح است که یعقوب برادر عیسی (یعقوب عادل) همان یعقوب پسر حلفا (ملقب به یعقوب کوچک‌تر) باشد.

## نام
به علت وجود دو یعقوب در میان حواریون یعنی یعقوب پسر حلفا و یعقوب پسر زبدی. معمولاً یعقوب پسر حلفا را یعقوب کوچک‌تر یا جوان‌تر، و یعقوب پسر زبدی را یعقوب بزرگ می‌نامند.

## هویت
یعقوب پسر حلفا (یعقوب کوچک‌تر) و یعقوب برادر عیسی (یعقوب عادل) دو نام متفاوت هستند، اما این احتمال (هرچند قطعی نیست) وجود دارد که "یعقوب پسر حلفا" و "یعقوب عادل" در واقع دو نام برای اشاره به یک شخص باشند که یکی از دوازده حواری عیسی‌مسیح نیز بود و دو نام/عنوان داشته است. اما نظر قطعی‌ای در این زمینه وجود ندارد و کلیسای کاتولیک و همچنین محققان نظر قطعی‌ای در این زمینه ارائه نداده‌اند و جای تحقیق و بررسی در این باره باز است.

## نظریات دربارهٔ او
ناصریان و ابیونی‌ها عموماً مسیحیانی بودند که ادعا می‌کردند که تحت رهبری یعقوب عادل بوده اند. ناصریان و ابیونی ها یعقوب پسر حلفا (البته در صورتی که یعقوب پسر حلفا، همان یعقوب عادل باشد) را با احترامی ویژه یاد می‌کرده‌اند و این را در کتاب‌های انجیل ناصریان و انجیل ابیونی‌ها و انجیل عبرانیان می‌توان فهمید.
نامه یعقوب که جزو کتاب‌مقدس مسیحی است، منسوب به یعقوب عادل است و خطاب به یهودیان تازه مسیحی شده‌ است. این رساله تأکید ویژه‌ای بر "اهمیّت اعمال نیک" دارد و به مخاطب مسیحی خود این مطلب را بیان می‌کند، که "نداشتن اعمال نیک" نشان‌دهندۀ نداشتن ایمان مسیحی است.
طبق تعالیم مسیحیت، در نگاه سطحی به رسالۀ یعقوب (منسوب به یعقوب، برادر عیسی‌مسیح) و رساله‌های پولس، این طور به نظر می‌رسد که تعالیم این دو رسول مسیحی در خصوص "رستگاری" در تقابل با هم ایستاده باشند، حال آنکه هر دوی این رساله‌ها در عهدجدید و بخشی از کتاب‌مقدس مسیحی هستند. این امر نشان‌دهندۀ این حقیقت است که مسیحیان متوجه این موضوع بوده‌اند، که آموزه‌های رسالۀ یعقوب و رساله‌های پولس با هم سازگاری داشته و مکمّل هم هستند. به عبارت دیگر و خلاصه:
- رساله های پولس: رستگاری انسان و مشمولِ نجاتِ خداوند شدن، فقط و فقط به وسیلۀ ایمان به "محبت خدا" به دست می‌آید[۱۲]. اما این به این معنی نیست که انسان دارای رستگاری، نیازی به اعمال نیک ندارد، چرا که در رساله‌های پولس به صراحت و بارها به انجام دادن اعمال نیک و دوری از اعمال گناه‌آلود تاکید شده است[۱۳][۱۴][۱۵][۱۶][۱۷]. در واقع آنجایی که رساله‌های پولس از "ایمان به عنوان تنها راه نجات" یاد کرده‌اند، به "عامل رستگاری" اشاره دارند و نه "علائم و نشانه‌های یک شخص نجات یافته".
- رسالۀ یعقوب: انسانی که نجات و رستگاری الهی شامل حال او شده، باید این رستگاری را در اعمال خود نیز نشان دهد؛ و فقط ایمان داشتن به خدای یگانه، بدون انجام دادن عمل نیک، نشان‌دهندۀ این موضوع است که او دارای نجات الهی و رستگاری نیست[۱۸] بلکه ایمان او یک ایمان مُرده است[۱۹]. در واقع آن جایی که رسالۀ یعقوب از "اعمال نیک" یاد کرده است، به "علائم و نشانه های یک شخص نجات یافته"اشاره دارند و نه "عامل رستگاری".

یوحنای حواری دقیقاً همین موضوع را تعلیم می‌دهد که "اگر احکام وی (عیسی‌مسیح) را رعایت کنیم، بدین سان می‌دانیم که او را شناخته‌ایم. آن شخص که می‌گوید «من او (عیسی مسیح) را شناخته‌ام» و احکام او را رعایت نمی‌کند، دروغگوست". درنتیجه تعلیم دین مسیحیت این است که انسان فقط و فقط به وسیلۀ ایمان به خداست که به رستگاری می‌رسد، امّا ایمان او قطعاً اعمال نیک را به عنوان نشانه‌های رستگاری و نجات الهی به دنبال خود خواهد آورد. تنها ایمان به خداست که باعث رستگاری و سعادت است، اما ایمان تنها نیست بلکه عمل را به دنبال خواهد داشت و این اعمال نیک نشان‌دهندۀ واقعی بودن ایمان وی می‌باشد. 

## درگذشت
بر اساس آنچه که یوسفیوس و تاریخ نگاران قرن دوم میلادی ارائه کرده‌اند، کمی قبل از سقوط اورشلیم توسط رومیان، در حدود سال‌های ۶۲ تا ۶۹ میلادی «حنانیا» که کاهن اعظم بود به همراه فریسیان و کاتبان، شورای سنهدرین را تشکیل داد و یعقوب «برادر عیسی» را مجبور کرد تا در یکی از سالن‌های اجتماعات هیکل اعلام کند که عیسی، مسیح موعود نیست. اما یعقوب اعلام کرد که عیسی داور این جهان است. پس، او را در سن نود و شش سالگی از بالای برج معبد اورشلیم به پایین پرتاب کردند. آنان در حالی که او برای ایشان طلب بخشش می‌کرد با چوب بر سرش کوبیدند تا جان سپرد، سپس جسدش را با اره تکه‌تکه کردند.